# Spoorlijnen in oostelijk Skåne
De spoorlijnen in oostelijk Skåne (Zweeds: Östra Skånes Järnvägar (ÖSJ)) is een verzamelnaam voor een serie spoorlijnen in het zuiden van Zweden die voornamelijk in het oostelijk deel van de provincie Skåne län gelegen waren. De meeste lijnen zijn opgebroken, maar er zijn nog stukken van de spoorlijn tussen Hästveda en Kristianstad in gebruik.